# ميرل داندريدج
ميرل داندريدج (بالإنجليزية: Merle Dandridge)‏، من مواليد 31 مايو 1975، هي ممثلة أمريكية، ولدت في محافظة أوكيناوا اليابانية، شاركت بعدة أفلام ومسلسلات، وأهمها مسلسل ذا لاست أوف أس.